# UFC 130
UFC 130: Rampage vs. Hamill foi um evento de mixed martial arts realizado pelo Ultimate Fighting Championship em 28 de Maio de 2011, no MGM Grand Garden Arena em Las Vegas, Nevada, Estados Unidos. A luta principal do evento, que seria entre Frank Edgar e Gray Maynard, valendo o cinturão dos leves, teve que ser cancelada após os dois lutadores sofrerem lesões.

## Bônus da Noite
Lutadores receberam um bônus de US$ 70 mil.
- Luta da Noite:  Brian Stann vs.  Jorge Santiago
- Nocaute da Noite:  Travis Browne
- Finalização da Noite:  Gleison Tibau